# Kenta Kano
Kenta Kano (狩野 健太 Kano Kenta?), född 2 maj 1986 i Shizuoka prefektur, är en japansk fotbollsspelare.
Kano började sin karriär 2005 i Yokohama F. Marinos. Han spelade 107 ligamatcher för klubben. 2013 flyttade han till Kashiwa Reysol. Med Kashiwa Reysol vann han japanska ligacupen 2013. 2016 flyttade han till Kawasaki Frontale. Med Kawasaki Frontale vann han japanska ligan 2017. Efter Kawasaki Frontale spelade han för Tokushima Vortis.